# Crossopalpus simplex
Crossopalpus simplex är en tvåvingeart som först beskrevs av Quate 1960.  Crossopalpus simplex ingår i släktet Crossopalpus och familjen puckeldansflugor. Inga underarter finns listade i Catalogue of Life.